# میرزا علی بن سلطان محمد
میرزا علی بن سلطان محمد (۸۳۳–۹۰۹ ق) بعد از مرگ پدر، حکومت را به دست گرفت و برای آنکه بین برادرانش اختلاف نیفتد، هریک را به نحوی از خود راضی ساخت. در این راستا، علاوه بر کوچصفهان، ولایت لشته نشا را نیز به سلطان حسن واگذار نمود و حکومت گرجیان را به سلطان حسین سپرده. هم چنین با برادران دیگر پیمان بسته بود و نهایت مهربانی را در حق آنان انجام داد.

میرزا علی که به عدالت شهرت داشت، به وصیت پدرش عمل کرد و به رفع ظلم و دستگیری از مردم پرداخت. احمد تتوی، دربارهٔ او چنین نوشته‌است: 
عمل به وصیت سلطان محمد کرد. چون او نتوانست رفع بدعت زَنِه زَر کند، گفت: در رفع بدعت، چنان نماید که قاعده نیکنامی و بنای عدل گستری مشید ماند …، و این وصیت، مطابق اخلاص و اعتقاد او بود. تعلل جایز نشمرد، بدعت زنه زر و مرده سورانه را از قلمرو خود، غیر از تنکابن، که حاکم آن کارکیا یحیی بود و سر از جاده انقیاد منحرف می‌داشت، دیگر به همه ولایات خود انداخت و مؤکد به لغتنامه گردانید.
سلطان میرزا علی که برای تغییر آب و هوا از گیلان به رانکوه آمده بود، با مخالفت سید یحیی کیا، حاکم تنکابن مواجه گشت. سلطان، سپاهی روانه آنجا کرد و سید یحیی کیا را دستگیر کرده و به رانکوه بردند که در همان جا درگذشت. میرزا علی، حکومت تنکابن را به میرسید، برادر سید یحیی واگذار کرد و پس از چندی او عزل کرد و حکومت آنجا را به برادرش سلطان هاشم سپرد.